# Стритен, Пол
Пол Па́трик Стри́тен (англ. Paul Patrick Streeten, 18 июля 1917 года, Вена — 6 января 2019 года, Принстон (Нью-Джерси)) — британский экономист австрийского происхождения, профессор экономики Бостонского университета.

## Биография
Па́уль Хо́рниг (имя при рождении) родился в семье еврейского происхождения и провел всё детство в Вене. Был вовлечен в социалистические молодёжные движения, и с 1933 года ему постоянно угрожали арестом и тюремным заключением.
Поступил в Венский университет, где попал под влияние Отмара Шпанна. Аншлюс 1938 года вынудил его семью бежать из Австрии в Англию к сестрам Марджори и Дороти Стритен из Сассекса. В конце 1938 года поступил в Абердинский университет.
В 1940 году он был объявлен вражеским иностранцем и интернирован в Канаду. Он прошёл несколько лагерей, в каждом из которых он занимался созданием лекционных или литературных кружков. В 1942 году он вступил в британскую армию. В диверсионной группе он взял британское имя Пол Стритен на случай, если его возьмут в плен. В ожидании операции он снова создал драматическую группу. В 1943 году Пол был высажен на Сицилии, где после нескольких недель тяжелых боев был тяжело ранен осколками артиллерийского снаряда. Весь 1943 год он провёл в египетском госпитале, в 1944 году вернулся в Англию, где стал натурализованным гражданином Великобритании.
В 1944 году, вернувшись в Абердин, получил степень магистра (M.A.) в Абердинском университете. Далее в 1944 году поступил в Баллиол-колледж, где в 1948 году получил докторскую степень по экономике.
Свою преподавательскую деятельность начал лектором в 1948 году в Баллиол-колледже, где оставался до 1964 года.
В 1964—1966 годах он работал заместителем генерального директора отдела экономического планирования в Министерстве международного развития Соединенного Королевства. В 1966 году он стал профессором экономики и исполняющим обязанности директора Института исследований развития в Университете Сассекса. Затем стал директором Оксфордского факультета международного развития в Оксфордском университете. В 1976 году перебрался в США. В 1976—1980 и 1984—1985 годах он был старшим советником Всемирного банка.
В 1980 году Стритен стал профессором Бостонского университета, и в то же самое время занимал пост директора Всемирного института исследований экономики развития. С 1990 года он был членом группы ПРООН, которая создавала ежегодный Отчёт о развитии человечества.
С 1972 года был редактором и основателем журнала World Development.
В июле 2017 года отмечал своё 100-летие.
Пол Стритен скончался у себя дома в Принстоне 6 января 2019 года в возрасте 101 года.

## Награды
За свои достижения был награждён:
- 2001 — премия Леонтьева[7].